# Tir als Jocs Olímpics d'estiu de 1896 – Pistola militar, 25 metres homes
La prova de pistola militar a 25 metres va ser una de les cinc del programa de tir als Jocs Olímpics d'Atenes de 1896.
En la prova, realitzada el 10 d'abril, hi van prendre part 16 participants representants de quatre països. Cada tirador realitzà 30 trets en cinc rondes de sis trets, disparant a un blanc situat a 25 metres. Els germans John i Sumner Paine foren els clars dominadors de la prova. John guanyà amb 25 encert, mentre Sumner acabà segon amb 23 encerts. Els revòlvers Colt que empraren eren molt superiors als de la resta de rivals.

## Medallistes
| Or         | Plata        | Bronze           |
| John Paine | Sumner Paine | Nikolaos Morakis |

## Resultats
| Posició | Tirador                     | Puntuació    | Encerts      |
| ------- | --------------------------- | ------------ | ------------ |
| 1       | John Paine (USA)            | 442          | 25           |
| 2       | Sumner Paine (USA)          | 380          | 23           |
| 3       | Nikolaos Morakis (GRE)      | 205          | Desconegut   |
| 4       | Ioannis Frangoudis (GRE)    | Desconegut   | Desconegut   |
| 5       | Holger Nielsen (DEN)        | Desconegut   | Desconegut   |
| 6-13    | Zenon Mikhailidis (GRE)     | Desconegut   | Desconegut   |
| 6-13    | Georgios Orfanidis (GRE)    | Desconegut   | Desconegut   |
| 6-13    | Pantazidis (GRE)            | Desconegut   | Desconegut   |
| 6-13    | Patsouris (GRE)             | Desconegut   | Desconegut   |
| 6-13    | Pavlos Pavlidis (GRE)       | Desconegut   | Desconegut   |
| 6-13    | Aristovoulos Petmezas (GRE) | Desconegut   | Desconegut   |
| 6-13    | Platis (GRE)                | Desconegut   | Desconegut   |
| 6-13    | Vavis (GRE)                 | Desconegut   | Desconegut   |
| –       | Pandelís Karasevdàs (GRE)   | No finalitza | No finalitza |
| –       | Sidney Merlin (GBR)         | No finalitza | No finalitza |
| –       | Sanidis (GRE)               | No finalitza | No finalitza |